# 21st Century
Albums de Blue System
Backstreet Dreams
(1993) X-Ten
(1994)
Singles
21st Century est le 9e album du groupe Blue System sorti le 21 mars 1994.

## Titres
1. Welcome To The 21st Century - 1:02
2. 6 Years 6 Nights - 3:45
3. Venice In The Rain - 4:32
4. If I Will Rule The World - 3:41
5. Sacrifice - 4:49
6. When Bogart Talks To You - 3:44
7. That's Love - 3:32
8. Lady Unforgettable - 4:16
9. This Old Town - 3:26
10. 21st Century - 3:09
11. Sister Cool - 3:21
12. See You In The 22nd Century - 1:05